# Соборная церковь Святого Варнавы
Соборная церковь Св. Варнавы (Хониара) — один из трёх англиканских соборов, построенных на Соломоновых островах. Собор Святого Луки был первым, построенным в 1920-х годах в Сиоте (острова Нггела), но он был разрушен во время Второй мировой войны. Второй — собор Всех Святых, временное сооружение, построенное в 1950-х годах, которое было заменено соборной церковью св. Варнавы в Хониаре, названным в честь часовни и школы Святого Варнавы на острове Норфолк в 1960-х годах; планирование его строительства началось в 1961 году. Первый камень в основание нового собора был заложен 6 января 1968 года епископом Альфредом Хиллом. 15 декабря 1968 года состоялась служба посвящения, в которой приняли участие 1500 человек. Собор был официально освящен 16 июня 1969 года епископами Чисхолмом и Алуфураем, и на церемонии присутствовали 2000 человек.

## Особенности

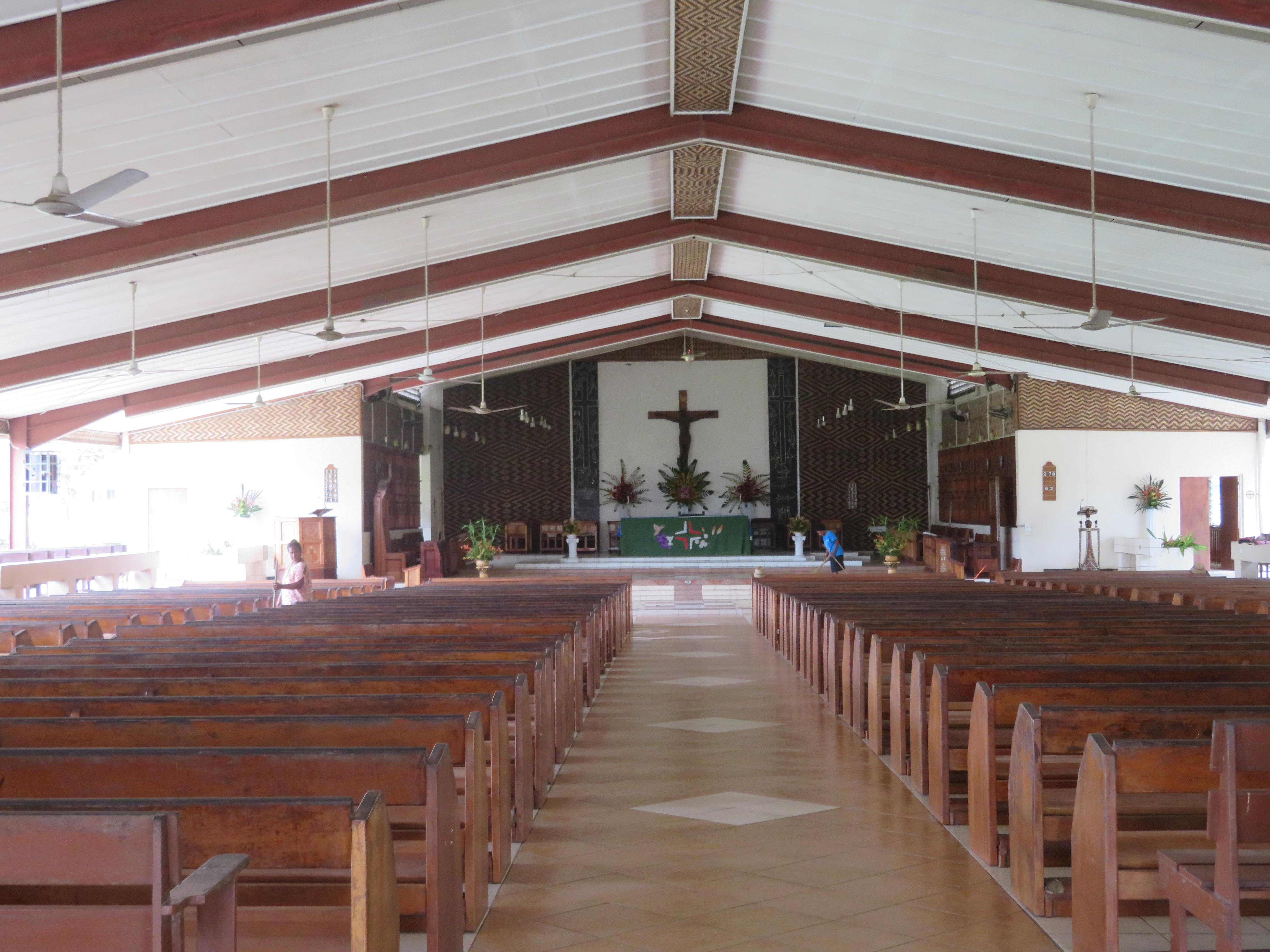
Интерьер собора

Собор построен согласно плану 160 на 73 метра (525 на 240 футов) и представляет собой стальное каркасное сооружение современного дизайна. Его крыша сделана из алюминиевых листов. В нём бетонный пол, а внутренняя отделка выполнена в традиционном меланезийском стиле. Он рассчитан на 900 человек.

## Захоронения
Часть территории была освящена как кафедральный двор для захоронения тех, кто служил диоцезу в течение длительного периода. Первым телом, погребённым здесь, было тело девятого епископа Альфреда Томаса Хилла 1 сентября 1969 года. В соборе также есть шкатулка, в которой находятся погребальный коврик, жезл и чаша Джона Паттесона, который был первым епископом Меланезии; он был убит на острове Нукапу на островах Риф в 1871 году.